# ثلاثي ماكدونالد
ثلاثي ماكدونالد هي التعدي على الحيوان وتعمد إشعال النار في الأشياء وكثرة تبول الراشد في النوم ويعدها طبيب النفس جي. إم. ماكدونالد من بوادر العلامات الدالة على الجنوح إلى العنف ولا سيما تكرار الجنح.